# À la recherche de M. Parfait
Pour les articles homonymes, voir Making Mr. Right.
À la recherche de M. Parfait (Making Mr. Right) est un téléfilm américain réalisé par Paul Fox, diffusé le 9 février 2008 sur Lifetime.
Il ne doit pas être confondu avec À la recherche de l'homme parfait (Because I Said So) film de Michael Lehmann en 2007.

## Synopsis
Les ventes du magazine Manhattan-Line sont en chute libre. Au cours d'une réunion avec la rédaction, le directeur décide d'organiser un événement un peu particulier : il souhaite en effet recruter plusieurs célibataires « endurcis » et les présenter à un panel de femmes qui éliraient celui qui leur semble le plus parfait. Le tout donnerait lieu à une vente aux enchères au bénéfice d'une œuvre de charité. Hallie, une des rédactrices du magazine, est chargée du projet…

## Fiche technique
- Réalisation : Paul Fox
- Scénario : Dan Beckerman, Julie L. Saunders, Guy Mann
- Société de production : Johnson Production Group, Eddie Productions, Ignite Entertainment, Insight Film Studios
- Durée : 90 minutes

## Distribution
- Dean Cain (VF : Emmanuel Curtil) : Eddie
- Christina Cox (VF : Laura Blanc) : Hallie Galloway
- David Lewis (VF : Éric Missoffe) : Bobby
- Jocelyne Loewen (en) (VF : Patricia Legrand) : Christine
- Greg Rogers : Angelo
- Tom Butler : Paul Gottman
- Damon Johnson : Ticker
- Michael Karl Richards : Sean
- Michael Dangerfield : George
- Chris Lawrence : le maître de cérémonie

Source et légende : Version française (VF) sur RS Doublage